# Rodolfo Pérez Guadarrama
Rodolfo Pérez Guadarrama Pichojos es un ex futbolista mexicano, hijo de Luis "Pichojos" Pérez. 
Vistió la camiseta del Club Necaxa de 1966 a 1968 y de 1969 a 1971, mientras que en la temporada 1968-1969 jugó para el Club de Fútbol Laguna.
Posteriormente jugó 3 temporadas con los Tigres de la UANL en la Segunda división, con los que consiguió el ascenso en 1974 contra los Leones Negros de la Universidad de Guadalajara por marcador de 3-2 global. Se retiró inmediatamente después del triunfo, entrando a trabajar en 1976 a Luz y Fuerza del Centro, en donde laboró hasta el 2007.